# 大韓民国映画大賞
大韓民国映画大賞（だいかんみんこくえいがたいしょう、朝: 대한민국영화대상）は、韓国の映画賞。韓国のテレビ局文化放送が主催しており、毎年12月に開催される。
2002年に「MBC映画賞」として創設され、翌2003年から現在の名称になる。2009年は開催を見送った。

## 概要
前年の10月28日から開催年の10月25日までに国内の劇場で公開された60分以上の韓国映画を対象に、専門委員500人と一般委員500人、合計1000人の審査委員団が候補作品を審査し、インターネット投票で受賞作・受賞者を決定。

## 歴代作品賞受賞作
- 2002年：オアシス
- 2003年：殺人の追憶
- 2004年：オールド・ボーイ
- 2005年：トンマッコルへようこそ
- 2006年：グエムル-漢江の怪物-
- 2007年：シークレット・サンシャイン
- 2008年：チェイサー
- 2010年：ポエトリー アグネスの詩
- 2011年：中止[2]

## 賞金
2008年開催時の賞金は下記の通りである。
- 最優秀作品賞：5000万ウォン
- 監督賞：3000万ウォン
- 主演男優・女優賞：各2000万ウォン
- 助演男優・女優賞：各1000万ウォンなど、総額2億4000万ウォン。

上記の賞金額は青龍映画賞の賞金額をはるかに上回る。